# Michaela Tichá
Michaela Tichá (23. července 1993 Šumperk – 12. listopadu 2020 Šarm aš-Šajch, Egypt) byla česká vojákyně, příslušnice Vzdušných sil Armády České republiky, která zahynula při letecké nehodě na zahraniční misi. V roce 2021 byla prezidentem Milošem Zemanem in memoriam vyznamenána medailí Za hrdinství.
Michaela Tichá nastoupila do armády v roce 2017. Po absolvování kurzu základní přípravy ve Vyškově nastoupila ke štábu 242. transportní a speciální letky 24. křídla dopravního letectva 24. základny dopravního letectva Praha-Kbely. V Egyptě byla jako rotmistryně na své první zahraniční misi. Na Sinaji byla příslušnicí 8. úkolového uskupení české armády, starala se o logistiku české jednotky. 
Zahynula při havárii vrtulníku Sikorsky UH-60 Black Hawk během zásobovacího letu při plnění úkolů mnohonárodnostní pozorovatelské mise MFO (Multinational Force nad Observers). Vrtulník se zřítil nedaleko egyptského letoviska Šarm aš-Šajch u Rudého moře. Na palubě vrtulníku bylo v době nehody celkem osm příslušníků mise. Sedm z nich pád vrtulníku nepřežilo, včetně české vojákyně. Příčinou pádu vrtulníku byla technická závada.
Ministr obrany Lubomír Metnar Michaelu Tichou posmrtně povýšil do hodnosti štábní praporčice a v roce 2021 jí prezident Miloš Zeman in memoriam udělil státní vyznamenání – medaili Za hrdinství v boji.
Michaela Tichá byla pohřbena s vojenskými poctami 20. listopadu 2020 v Praze.